# Cygnus OB2
Cygnus OB2 és una gran associació estel·lar situada a la constel·lació del Cigne a una distància d'uns 1,7 kiloparsecs del Sol, en una regió coneguda com a Cygnus X de 10° de grandària i que alguns autors consideren com una gran regió HII i en la qual la formació d'estels s'hi dona des de fa força temps.

## Propietats físiques
Encara que siga una de les associacions estel·lars més riques i massives conegudes, amb 100 estels de classificació espectral O i 2500 de tipus OB i una massa que ha estat calculada entre 30 000 i 100 000 vegades la massa del Sol —alguns autors la classifiquen de fet com un cúmul globular jove i és possible fins i tot que continga així mateix dos cúmuls menors—, el trobar-se oculta després d'un dens núvol de pols estel·lar (l'Esquerda del Cigne) fa que sofrisca una gran pèrdua de lluentor, cosa que fa que el seu estudi siga difícil i cap dels seus membres és visible a ull nu, necessitant-se un telescopi per observar-los; el membre més brillant (Cygnus OB2 8) només aconseguisca la magnitud 9.
Una prova de la difícultat del seu estudi és que mentre alguns estudis recents suggereixen que alguns d'aquests estels estan en primer pla, així que encara que seguisca sent una associació estel·lar molt massiva potser no ho siga tant com hom va pensar un principi, altres recerques també suggereixen que encara que siga dubtosa que l'associació tinga 100 estels de tipus O com s'esmenta abans pot ser més massiva del que hom pensava abans.
La seva edat s'estima segons diversos autors en entre 2,5 i 5 milions d'anys.

## Estrelles notables
Aquesta associació estel·lar conté alguns dels estels més lluminosos coneguts en la nostra galàxia com per exemple Cygnus OB2 12; altres estels notables són les nombres 7 i 22 (de classificació espectral O3 —els únics estels d'aquest tipus coneguts de l'hemisferi nord celeste—), la número 8 (un sistema estel·lar múltiple), i la número 5 (una variable eclipsant de tipus Beta Lyrae).